# Kal Penn
Kalpen Suresh Modi (* 23. dubna 1977 Montclair, New Jersey) je americký herec a politik známý spíše pod svým pseudonymem Kal Penn.

## Počátky
Narodil se Amistě a Sureshu Modiovým a už jeho jméno značí, že jeho předci pocházejí z Indie. Podle svých slov ho k politice přivedl příběh jeho prarodičů.
Na škole hrál na saxofon v jazzové skupině a při studiu se hodně věnoval divadelní produkci.

## Kariéra
Jeho herecká kariéra začala v roce 1998 filmem Express: Aisle to Glory. Následně byl obsazován do menších rolí v seriálech a filmech, ke kterým patří Pohotovost, Buffy, přemožitelka upírů, Sabrina, mladá čarodějnice, Sexy párty nebo Láska nic nestojí, dokud nepřišla v roce 2004 nabídka na roli ve filmu Zahulíme, uvidíme, kterou přijal a film měl velký úspěch.
V dalších letech se objevil ve filmech, jako je Superman se vrací, Jmenovec, Americký sen nebo Něco jako láska.
V roce 2007 přijal svou zatím největší roli, když byl obsazen do nového týmu v seriálu Dr. House. Zahrál si i v seriálu Jak jsem poznal vaši matku. Po roce a půl ze seriálu Dr. House odešel a věnoval se politickým aktivitám. S politikou však v roce 2010 skončil a v roce 2011 natočil třetí díl série Zahulíme, uvidíme.

## Politika
Od roku 2007 do roku 2009 pomáhal na různých postech s volební kampaní prezidenta USA Baracka Obamy. Vystoupil také na jeho inauguraci. Po úspěšných volbách byl obsazen do místa ředitele kanceláře pro veřejné mínění. Tuto funkci však v roce 2010 opustil a vrátil se zpět k herectví.

## Ocenění

### Nominace
- 2005, MTV Movie Award – kategorie nejlepší hudební výkon a nejlepší tým na plátně (s Johnem Choem), za film Zahulíme, uvidíme
- 2005, Teen Choice Award – kategorie nejlepší rockstar moment (s Johnem Choem), za film Zahulíme, uvidíme
- 2009, SAG Award (spolunominace) – kategorie nejlepší obsazení (seriál – drama), za seriál Dr. House

## Filmografie

### Film
| Rok  | Název                          | Role                   | Poznámky |
| ---- | ------------------------------ | ---------------------- | -------- |
| 1998 | Express: Aisle to Glory        | Jackie Newton          |          |
| 1999 | Brookfield                     | Kumar Zimmerman        |          |
| 1999 | Freshmen                       | Ajay                   |          |
| 2001 | American Desi                  | Ajay Pandya            |          |
| 2002 | Hector                         | Kendal Cunningham      |          |
| 2002 | Sexy párty                     | Taj Mahal Badalandabad |          |
| 2002 | Badger                         | Sanjay                 |          |
| 2003 | Cosmopolitan                   | Vandanin snoubenec     |          |
| 2003 | Regarding Ardy                 | Fred                   |          |
| 2003 | Where's the Party Yaar?        | Mo                     |          |
| 2003 | Nejhledanější v Malibu         | Hadji Amerislani       |          |
| 2003 | All About the Andersons        | George                 |          |
| 2003 | Láska nic nestojí              | Kenneth Warman         |          |
| 2003 | Národní bezpečnost             | Harrison               |          |
| 2003 | Míč a řetěz                    | Bobby                  |          |
| 2003 | Zahulíme, uvidíme              | Kumar Patel            |          |
| 2005 | Awesometown                    | muž čtoucí noviny      |          |
| 2005 | Dancing in Twilight            | Sam                    |          |
| 2005 | Maska Junior                   | Jorge                  |          |
| 2005 | Něco jako láska                | Jeeter                 |          |
| 2005 | Americký sen                   | Raj                    |          |
| 2006 | Světák                         | Alan Fineberg          |          |
| 2006 | Vegas Baby                     | Z-Bob                  |          |
| 2006 | The Danny Comden Project       | Max                    |          |
| 2006 | Superman se vrací              | Stanford               |          |
| 2006 | Jmenovec                       | Gogol / Nikhil         |          |
| 2006 | Budiž světlo                   | Amit Sayid             |          |
| 2006 | Sexy párty 2                   | Taj                    |          |
| 2007 | The Call                       | Ian                    |          |
| 2007 | Velkej biják                   | Edward                 |          |
| 2008 | Two Sisters                    |                        |          |
| 2008 | Zahulíme, uvidíme 2            | Kumar Patel            |          |
| 2008 | Harold & Kumar Go to Amsterdam | Kumar Patel            |          |
| 2009 | Bhopal: Prayer for Rain        | Botwani                |          |
| 2009 | Sexy párty 3                   | Taj Mahal Badalandabad |          |
| 2011 | Zahulíme, uvidíme 3            | Kumar Patel            |          |
| 2013 | Dementamania                   | Christian Van Burden   |          |
| 2014 | The Sisterhood of Night        | Gordy Gambhir          |          |
| 2014 | Bhópál: Modlitba za déšť       | Motwani                |          |
| 2015 | The Girl in the Photographs    | Peter Hemmings         |          |
| 2016 | Better Off Single              | Brice                  |          |
| 2017 | The Layover                    | Anuj                   |          |
| 2017 | Tenkrát v Kalifornii           | Rajeesh                |          |
| 2017 | Speech & Debate                | James                  |          |
| 2018 | The Ashram                     | Nitin                  |          |

### Televize
| Rok             | Název                                       | Role                      | Poznámky                                           |
| --------------- | ------------------------------------------- | ------------------------- | -------------------------------------------------- |
| 1999            | Buffy, přemožitelka upírů                   | Hunt                      | díl: „Prokleté pivo“                               |
| 1999            | Brookfield                                  | Kumar Zimmerman           | TV film                                            |
| 2000            | Sabrina - mladá čarodějnice                 | Prajeeb                   | díl: „You Can't Twin“                              |
| 2000            | Všichni starostovi muži                     | Buddy                     | díl: „Španělský zajatec“                           |
| 2001            | That's Life                                 |                           | 1 díl                                              |
| 2001            | Angel                                       | mladík ve Fezu            | díl: „That Vision Thing“                           |
| 2001            | Pohotovost                                  | Narajan                   | díl: „Čím déle zůstaneš“                           |
| 2001            | Policie New York                            | Solomon Al-Ramai          | díl: „Baby Love“                                   |
| 2001            | V tajných službách                          | Malek                     | díl: „Rules of the Game“                           |
| 2003            | Independent Lens                            | Jagdesh                   |                                                    |
| 2003            | All About the Andersons                     | Dinesh                    | díl: „Pilot“                                       |
| 2003            | The Lonely Island                           | Fred                      | díl: „Regarding Andy“                              |
| 2003            | Volání mrtvých                              | Steven                    | díl: „Haunted“                                     |
| 2006            | The Danny Comden Project                    | Max                       | TV film                                            |
| 2007            | 24 hodin                                    | Ahmed Amar                | 4 díly                                             |
| 2007            | Zákon a pořádek: Útvar pro zvláštní oběti   | Henry Chanoor             | díl: „Outsider“                                    |
| 2007-2009, 2012 | Dr. House                                   | Dr. Lawrence Kutner       | hlavní role (4.–5. řada), hostující role (8. řada) |
| 2011–2012, 2014 | Jak jsem poznal vaši matku                  | Kevin                     | 10 dílů                                            |
| 2013            | The Big Brain Theory                        | moderátor                 | 8 dílů                                             |
| 2013            | We Are Men                                  | Gil Bartis                | 7 dílů                                             |
| 2015            | Policie Battle Creek                        | detektiv Fontanelle White | 11 dílů                                            |
| 2015            | The Big Picture with Kal Penn               | moderátor                 | 12 dílů                                            |
| 2016            | Nová holka                                  | Tripp                     | 2 díly                                             |
| 2016            | Deadbeat                                    | Clyde                     | 13 dílů                                            |
| 2016–2017       | Superhuman                                  | moderátor                 |                                                    |
| 2016–2019       | Prezident v pořadí                          | Seth Wright               | hlavní role                                        |
| 2019            | Teorie velkého třesku                       | Dr. Campbell              | 3 díly                                             |
| 2019            | This Giant Beast That is the Global Economy | moderátor                 | 9 dílů                                             |
| 2019            | Sunnyside                                   | Garrett Modi              | hlavní role, také výkonný producent                |
| 2020            | It's Pony                                   | Fred (hlas)               |                                                    |
| —               | Mira, Royal Detective                       | Mikku (hlas)              |                                                    |